# السمسماني
أبو الحسن علي بن عبيد الله بن عبد الغفار السمسماني  هو لغوي ومفسر وقارئ توفي سنة 415 هـ  كان قيما بعلم اللغة مشهورا؛ والكتب التي كان يؤلفها في الأدب كان مرغوب فيها.
سمع أبا بكر ابن شاذان وأبا الفضل ابن المأمون؛ وذكره الخطيب في تاريخه وقال : كتبت عنه وكان صدوقا، وكتب الكثير، وخطه في غاية الإتقان والصحة. تصدر ببغداد للرواية وإقراء الأدب، وأكثر كتبه كانت بخطه، وحصلت بعده عند ابن دينار الواسطي الأديب وأدركها الغرق ففسد أكثرها.

## وفاته
توفي يوم الأربعاء رابع المحرم سنة 415 هـ.